# 肅清
肅清，是一個政治術語，即整肅清洗，意指政府或組織清除某些被視為身份不正的人或團體。在肅清的過程中，可能涉及到流血事件，也可以是通過非武力來解決的。然而，在歷史上，不少的被肅清者被軟禁、監禁、驅逐、流放、處死甚或记录抹煞；但也有的僅是開除、降職、免職、罷黜一切職權，有時事後能得到平反。

## 詞源
「肅清」一詞早見於西晉文學家陸機《漢高祖功臣頌》「二州肅清，四邦咸舉」，當時是指削平之意。其後，肅清除了有削平之意外，還有整頓的意思，《通典》﹕「開元元年，改雍州為京兆府，置牧如故，掌宣風導俗，肅清所部」。至宋朝，這詞引申為「彻底清除」之意。此後，肅清有了當今把某人或團體清除的含意。
「肅清」的英文為「purge」，此詞最早見於英國內戰。1648年，保皇派與蘇格蘭人發動暴動，清教徒革命的領導人奧利弗·克倫威爾擊潰對手，並命令其部下新模範軍托马斯·普莱德上校（Thomas Pride）佔領了議會，把不服從他的議員全部破門，事件後來被稱為「普莱德肅清」(Pride's Purge)，這是英語世界中首次使用這詞彙來形容把某團體除掉。
此外，「purge」一詞還常見於共產政權，比如在1930年代發生在蘇聯，由斯大林發起的政治血腥鎮壓和屠殺迫害運動大清洗的英文就是Great Purge。時任中華人民共和國主席劉少奇在文化大革命期間被肅清罷黜，最後含冤而死；中國共產黨前領導人鄧小平也曾三度被肅清。

## 著名的肅清事件
- 曹操暗殺未遂後的報復（後漢）（199年）
- 日本的長屋王之變 （729年）
- 日本的應天門之變 （866年）
- 日本的安和之變(969年)
- 明洪武末年的胡藍之獄
- 西班牙的猶太人驅逐令（1492年）
- 瑞典斯德哥爾摩慘案(1520年)
- 法國圣巴多罗买大屠杀(1572年)
- 法國的九月屠殺 （1792年）
- 清朝北京的祺祥之變 （1861年）
- 中華民國上海的四·一二事件 （1927年）
- 納粹德國的長刀之夜 （1934年) 肅清衝鋒隊中的反對派
- 蘇聯的大清洗 （1930年代）
- 蒙古人民共和國的大镇壓（1930年代）
- 中共的整風運動 （1942年－1945年）
- 日本在日据时代的新加坡大量屠杀华人
- 中華民國的二二八事件（1947年）
- 北韓的八月宗派事件 （1956年）
- 中國的西藏事件（1959年）
- 印尼在1965年至1966年間對共產黨及親共產黨華人的清洗
- 中華人民共和國的鎮壓反革命（1950年－1951年）
- 中華人民共和國的反右派鬥爭（1957年）
- 中華人民共和國的文化大革命（1966年－1976年）
- 柬埔寨的紅色高棉多次內部清洗（1975年－1979年）
- 衣索比亞德尔格政府多次內部清洗(1975-1987)
- 阿富汗民主共和國多次內部清洗(1978-1979)
- 萨达姆政权发动的复兴党整肃（1979年）
- 大韓民國的光州事件（1980年）
- 北韓的金正日對原接班人金平日和曾在東歐留學軍官的清洗（1992年－1997年）、深化組事件（1997年－2000年）
- 2016年土耳其政變失敗後總統埃爾多安對政軍界发动的2016年土耳其整肃。